# Sassacus glyphochelis
Sassacus glyphochelis là một loài nhện trong họ Salticidae.
Loài này thuộc chi Sassacus. Sassacus glyphochelis được Bauab miêu tả năm 1979.